# Guillaume d'Angleterre
Guillaume d'Angleterre est un roman médiéval en vers du XIIe siècle écrit en ancien picard par un auteur picard dénommé Chrétien et probablement originaire d'Amiens,. Dans sa forme originale, il nous a été transmis par deux manuscrits, dont l'un se trouve en France, à la BNF, et l'autre en Angleterre, à l'Université de Cambridge.
Le récit raconte l'exil, à la suite d'un appel divin, du roi d'Angleterre Guillaume et de son épouse. Après avoir abandonné tous leurs biens, le roi et la reine sont séparés par l'adversité ainsi que leurs deux fils, des jumeaux nés pendant la fuite. Le récit raconte ensuite les tribulations individuelles du roi, de la reine et de chacun de leurs deux enfants. Après de longues années d'épreuves, la famille dispersée parvient à se reconstituer et Guillaume remonte sur le trône d'Angleterre. 
Cette œuvre difficile à classer, qui relève à la fois du roman d'aventure, du conte moral et de l'hagiographie sécularisée, a suscité de nombreuses discussions sur la question de savoir s'il faut l'attribuer à Chrétien de Troyes ou non. Bien que la plupart des chercheurs mettent en doute une telle paternité, le débat n'est pas clos.

## Historique

### Les manuscrits

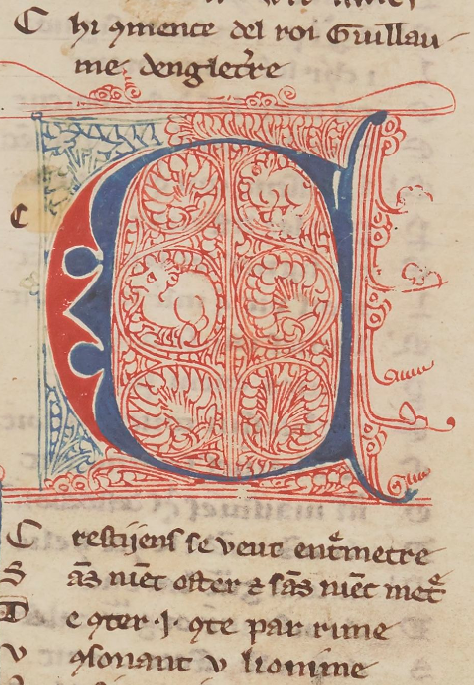
Incipit et premiers vers dans le manuscrit 375 français de la BnF.

L'œuvre originale n'est parvenue jusqu'à nous que dans deux manuscrits.
Le premier manuscrit à avoir été découvert (appelé manuscrit P) est conservé à la Bibliothèque nationale de France, sous la cote fr. 375 (anciennement 6987). Il fut copié à la fin du XIIIe siècle (on le date d'environ 1288). Il contient une ample série de textes, dont le roman de Thèbes, le roman de Troie, Floire et Blanceflor, Érec et Énide, Cligès... On y remarque assez nettement que le roman est écrit en dialecte picard,.
Le second témoin (appelé manuscrit C) n'a été découvert que bien plus tard, par Paul Meyer, en 1874, dans la bibliothèque du Saint John's College de Cambridge. Le manuscrit est conservé au St. John's Collège sous la cote B9. Il contient une collection de poèmes pieux et, entre autres, diverses vies de saints. Le manuscrit date du début du XIVe siècle. Sa langue est caractéristique de l'Est de la France.
Il existe également une traduction espagnole, en prose, du poème (appelée manuscrit E), datant du XIVe siècle: La Estoria del Rey Guillelme. Le manuscrit est conservé à la bibliothèque du monastère de l’Escorial. Il s'agit d'une version réduite de l'histoire qui concorde largement avec le texte du manuscrit P. On rattache donc ces deux manuscrits à une même famille.
Nous avons également conservé une forme réduite du récit, représentée par deux versions, l'une française (le Dit de Guillaume d'Angleterre), l'autre espagnole (la Chronica del rey don Guillermo de Ynglaterra).
De nombreuses et importantes divergences opposent les manuscrits P et C. Il s'agit soit de divergences dans l'emplacement des vers, soit de l'omission dans l'un des deux manuscrits de passages présents dans l'autre. Aucun des deux manuscrits n'est donc considéré comme étant plus fidèle à un original inconnu, et les deux ont été successivement publiés. De plus Holden considère qu'il n'est acceptable, au vu de leurs différences, de corriger les deux manuscrits l'un par l'autre, comme l'a fait Foerster, pour produire un texte factice qui ne correspondrait à aucun des manuscrits, d'autant plus que ces corrections ont souvent pour but de confirmer ou d'infirmer l'attribution de l'œuvre à Chrétien de Troyes,.

### L'auteur
L'auteur se présente dans le prologue sous le nom de Crestiiens. Si l'on a autrefois interprété ce nom comme celui de Chrétien de Troyes, cette identification n'est majoritairement plus acceptée,. Pourtant la dernière étude se servant des méthodologies de la linguistique computationelle établit la proximité de Guillaume d'Angleterre avec Lancelot, Cligès et Yvain .

## Résumé
Guillaume, roi d'Angleterre, reçoit par trois fois un avertissement divin lui enjoignant d'abandonner son royaume et ses biens et de partir pour l'exil. Il obéit : après avoir distribué ses biens, il s'enfuit nuitamment du palais avec son épouse Gratienne. Celle-ci, enceinte, accouche bientôt dans une grotte, donnant naissance à des jumeaux qui seront nommés Louvel et Marin. Des marchands l'enlèvent sur leur bateau. Guillaume, resté avec ses deux fils, les perd pendant une traversée : l'un est ravi par un loup sous ses yeux, et l'autre disparaît (le roi ignore qu'il a été trouvé et recueilli par des marchands). Résigné, Guillaume devient intendant d'un riche bourgeois, puis négociant sous le pseudonyme de « Gui de Galvoie ». Il rencontre son neveu (qui gouverne à sa place et le fait rechercher), mais « Gui » ne se fait pas reconnaître. Louvel et Marin, sans qu'il le sache, ont été adoptés par des pelletiers ; ils ignorent qu'ils sont frères. Ils s'enfuient de leur maison d'accueil et deviennent chevaliers au service du roi de Catenasse. Gratienne, quant à elle, est recueillie par un vieux seigneur qui veut l'épouser : elle finit par y consentir, mais le vieillard meurt avant la consommation du mariage et elle devient maîtresse du domaine de Sorlinc. « Gui de Galvoie » aborde un jour à Sorlinc pour son négoce ; les deux époux se reconnaissent au cours d'une partie de chasse au cerf. Guillaume poursuit ensuite seul un cerf, sort imprudemment de son domaine et manque de peu de se faire tuer par deux chevaliers du roi de Catenasse qui ne sont autres que Louvel et Marin. Guillaume leur fait savoir qui il est et leur raconte son histoire. Seconde scène de reconnaissance : les deux chevaliers comprennent qu'ils sont frères et que l'homme est leur père. Tous trois retrouvent bientôt Gratienne et la famille est ainsi réunie. Guillaume et les siens retournent à Londres, puis à Bristol, dans l'allégresse générale.

## Sources[16]
Le roman suit de fort près un modèle qui est la Vie de saint Placidas-Eustathe (connu en Occident sous le nom de saint Eustache), dont la forme primitive, rédigée en grec, porte le numéro BHG 641 dans le catalogue des Bollandistes, et fut traduite en latin et, de là, dans de nombreuses langues vernaculaires au cours du Moyen Âge. Le schéma en est la séparation, puis la réunion des membres d'une famille rudement éprouvée.
On retrouve un canevas similaire dans le roman tardo-antique intitulé Histoire d'Apollonius, roi de Tyr, que l'on peut considérer comme une source subsidiaire de notre récit.

### Éditions
- Christine Ferlampin-Acher, Chrétien de Troyes (?). Guillaume d'Angleterre. Édition bilingue. Paris, Honoré Champion, coll. « Champion classiques. Moyen Âge, 22 », 2007.
- Anthony John Holden, Chrétien. Guillaume d'Angleterre, Genève, Librairie Droz, coll. « Textes littéraires français, 360 », 1988, 96 p. (ISBN 978-2-600-02627-7, lire en ligne)
- Maurice Wilmotte, Chrétien de Troyes. Guillaume d'Angleterre, Paris, Honoré Champion, coll. « Les classiques français du Moyen Âge, 55 », 1927 (lire en ligne)

### Études
- Jean Frappier, Chrétien de Troyes : l'homme et l’œuvre, Paris, Hatier, 1957
- Maria Slautina, Guillaume d'Angleterre, la paternité discutée : Chrétien de Troyes est-il l'auteur du roman ?, Éditions universitaires européennes, 2010, 292 p. (ISBN 978-613-1-50756-4)
- Philippe Walter, Chrétien de Troyes, Paris, Presses universitaires de France, coll. « Que sais-je ? », 1997, 127 p. (ISBN 978-2-13-048388-5)
- (en) Norris J. Lacy et Joan Tasker Grimbert, A companion to Chrétien de Troyes, Cambridge, D.S. Brewer, coll. « Arthurian studies, 63 », 2008, 242 p. (ISBN 978-1-84384-161-6, lire en ligne)

### Articles
- Grégoire Lozinski, « Comptes rendus », Romania, vol. 54,‎ 1928, p. 174-285 (lire en ligne)
- Paul Meyer, « Les manuscrits français de Cambridge : St Jonh’s College », Romania, t. 8,‎ 1879, p. 305-342 (lire en ligne)
- (en) E.A. Francis, « Guillaume d'Angleterre », Studies in French Language, Literature and History,‎ 1949, p. 63-76 (lire en ligne)
- Isabelle Garreau, « Eustache et Guillaume ou les mutations littéraires d'une Vie et d'un roman », Médiévales, vol. 17,‎ 1998, p. 105-123 (lire en ligne)
- (en) Emanuel Mickel, « Studies and Reflections on Chrétien's Guillaume d'Angleterre », Romance Philology, vol. 33,‎ 1983, p. 393-406
- (en) Howard S. Robertson, « Four Romance Versions of the William of England Legend », Romance Notes, vol. 3,‎ 1962, p. 75-80
- (it) Patrizia Serra, « Guillaume d'Angleterre, un testo tra due testimoni », La parola del testo, vol. XIV/2,‎ 2010, p. 241-267
- (en) Maria Slautina, « The Disputed Authorship of a Medieval Text: A New Solution to the Attribution Problem in the Case of Guillaume D’Angleterre », Authorship, vol. 2, no 1,‎ 2012 (lire en ligne)
- (en) Harry F. Williams, « The Authorship of Guillaume d'Angleterre », South Atlantic Review, vol. 52, no 1,‎ 1987, p. 17-24
- François Zufferey, « La pomme ou la plume: un argument de poids pour l'attribution de Guillaume d'Angleterre », Revue de linguistique romane, vol. LXXII, 285-286,‎ 2008, p. 157-208